# Tomáš Šimkovič
Tomáš Šimkovič (ur. 16 kwietnia 1987 w Bratysławie) – austriacki piłkarz pochodzenia słowackiego grający w łotewskim klubie FK Rīgas Futbola skola.

## Kariera
Karierę piłkarską rozpoczął w wieku 7 lat, w 1994 roku w USC Kirchberg/Wagram. 1 września 1999 dołączył do Rapidu Wiedeń. 1 lipca 2001 został zawodnikiem Austrii Wiedeń. W sezonie 2004/2005 wraz z drużyną rezerw Austrii Wiedeń sięgnął po puchar austriackiej Regionalligi Ost. W 2006 roku rozegrał 3 mecze w reprezentacji Austrii U-19 w piłce nożnej na mistrzostwach Europy U-21 w 2006 roku. W 2007 roku rozegrał 2 mecze na mistrzostwach Świata U-20 w piłce nożnej w 2007 roku. 31 stycznia 2008 dołączył do Schwanenstadt. 1 lipca 2008 został zawodnikiem Wiener Neustädter SC. W 2009 roku wraz z Wiener Neustädter SC sięgnął po puchar 2 ligi austriackiej w piłce nożnej. 29 stycznia 2012 powrócił do Austrii Wiedeń. W 2013 roku został mistrzem Austrii w piłce nożnej. 1 lutego 2014 dołączył do kazachskiego klubu Tobył Kustanaj. 17 czerwca 2017 zasilił zespół FK Aktöbe. 5 lutego 2018 został zawodnikiem FK Žalgiris Wilno. 11 lutego 2019 dołączył do FK Rīgas Futbola skola.